# 范尼鎮區 (阿肯色州蒙哥馬利縣)
范尼鎮區（英語：Fannie Township）是位於美國阿肯色州蒙哥馬利縣的一個行政鎮區。

## 地方資料
范尼鎮區的面積為121.92平方千米，當中陸地面積為111.91平方千米，而水域面積為10.01平方千米。根據2010年美國人口普查的數據，當地共有人口243人，而人口密度為每平方千米1.99人。